# Magyari Imre (hegedűművész)
Ifj. Magyari Imre (Budapest, 1924. július 26. – Karcag, 1980. augusztus 6.) cigányprímás, hegedűművész, zeneszerző, Magyari Imre cigányprímás fia.

## Életpályája
Híres muzsikuscsalád leszármazottja. Két nagyatyja, Radics Béla és legid. Magyari Imre a századforduló, édesapja, id. Magyari Imre pedig a két világháború közötti időszak híres prímása volt. Magyari Imrének már gyerekkorában a hegedű volt a kedvenc hangszere. Még negyedikes gimnazista korában, ha csak tehette, beült apja zenekarába, és nagy kedvvel muzsikált a keresztapjától, Balázs Árpádtól ajándékba kapott hegedűjén. Akkor szerette meg a magyar nótát, és hű maradt hozzá egész életében. A középiskola elvégzése után a Zeneakadémia hegedű tanszakán folytatta tanulmányait Gábriel Ferencnél. 1948-ban diplomázott, és még abban az évben a Magyar Rádió Szimfonikus Zenekarának tagja lett és maradt élete végéig. Az 1950-es évektől népdalfeldolgozásokat készített, és régi verbunkosokat hangszerelt a rádió számára. Közben lelkesen ápolta a családi hagyományokat is. Szép számmal irt magyar nótákat.
Állandó népizenekara nem volt, szórakozóhelyen soha nem muzsikált. Esetenként verbuvált együttesével a rádióban sok nótát és verbunkost játszott szalagra, több alkalommal szerepelt a televízióban is. 1967-ben öt tagú zenekarával Kanadában járt, velük tartott Gencsy Sári és Radnai György operaénekes is. Hat városban nagy sikerrel szerepeltek. Ifj. Magyari Imre sikereinek és alkotó tehetségének teljében, autóbaleset következtében vesztette életét.

## Legismertebb nótái
- Az én bánatom már nagyon csöndes bánat (sz. Skoday László)
- Az én csendes életemnek úgy sem lesz jó vége (sz. ifj. Kalmár Tibor)
- Azt hittem, hogy boldog leszek (sz. Bud Antal)
- Azt hittem, hogy nem szeretsz már (sz. Skoday László)
- Csebogár, csebogár, sárga cserebogár (sz. Brand István)
- Csikicsom, csikicsom (sz. Brand István)
- De rossz helyen keresem a boldogságot (sz. Rákosi János)
- Én is hittem egyszer (sz. Skoday László)
- Felhinteném gyöngyvirággal (sz. Nyiri Erzsi)
- Ha rám nézel (sz. Ságody József)
- Harminchárom rózsafámon (sz. Brand István)
- Hogy is felednélek (sz. Baja Mihály)
- Hűvösebb van már (sz. Ságody József)
- Két kis aranykarikának (sz. Bathó Sándor)
- Kóbor őszi széllel (sz. Skoday László – ifj. Kalmár Tibor)
- Mért nem jöttél idejében (sz. Brand István)
- Minden jó, ha jó a vége (sz. Babusa Miklós)
- Ne ábrándozz orgonáról (sz. ifj. Kalmár Tibor)
- Nem kell a lányt tanitani szeretni (sz. Németh Béláné)
- Piros hajnal, piros élet (sz. Marczali Frigyes)
- Rózsánál is szebb vagy (sz. Kibédi Ervin)
- Szeretem a szeretőmet csudára (sz. Babusa Miklós)
- Szólj, szólj csalogány (sz. Brand István)
- Üzenetet küldtél (sz. Dóry József)
- Vadrózsa-csárdás (sz. Tüttő János)
- Vágtató lovakkal (sz. Simkó Elemér)
- Vallomásra küldöm a szívemet hozzád (sz. Skoday László)
- Virágos nyár az életem (sz. Sándor Jenő)
- Visszanézek életemre (sz. Farkas Imre)
- Volt egyszer egy tévedésem (sz. ifj. Kalmár Tibor)

## Hang és kép
- Kovács Apollónia: Vallomásra küldöm a szívemet néked
- Változatok egy Berzsenyi csárdásra